# 夜尿症
夜尿症（やにょうしょう）とは、概ね5、6歳を過ぎても継続的に夜尿（睡眠中に無意識に布団に排尿してしまう行為）が認められる状況を指す。夜間遺尿(やかんいにょう)・遺尿症 (いにょうしょう)とも呼ばれる。5、6歳に達していない場合や、継続的でない場合は、寝小便（ねしょうべん）、いわゆるおねしょと呼ぶことが多い。
夜尿症は、身体の発達及びホルモン分泌が密接に関わる。そのため、加齢とともに自然に治癒するケースが多い。その他、遺伝との関連も指摘されている。米国や欧州では、病気の研究や、クリニックでの治療が行われている。
6歳で約10％、8歳で約8％、10歳で約5％、16歳で約2％が夜尿症に悩まされているとされる。夜尿症対策としてはおむつをはかせたり、敷布団に防水シーツを敷いて寝たり、おねしょパンツを穿かせるなどといったものがあげられる。

## 種類
夜尿のみの単一症候性の夜尿と、夜尿と昼間尿失禁などが同時期に起きる非単一症候性の夜尿がある。また、夜尿が継続している一次性夜尿と、継続せず6か月以上の消失していた時期のあと再度夜尿になる二次性夜尿がある。

## 原因
夜尿症の3大原因は以下のとおり。
1. 夜間多尿
2. 就寝中の排尿筋過活動
3. 睡眠覚醒障害
4. 膀胱の大きさ、機能の未熟性

これらのいずれか、もしくは複数の要因が重なり合うことで、夜尿症を引き起こしている。4睡眠中の尿を十分膀胱に溜めることができるようになる、または3尿意でトイレに起きることができるようになれば、夜尿症は改善することになる。なお、3尿意でトイレに起きることができるようになるについては、専門家間でも意見がわかれ、尿意により起きられるようになればよいとする意見がある一方、睡眠の質を重視し、根本的な解決にはならないとするものもある。
治療抵抗性の夜間遺尿では先天性腎尿路疾患（腎奇形、膀胱尿管逆流症、尿道狭窄、膀胱憩室など）、神経因性膀胱（潜在性二分脊椎）や尿崩症（腎性、中枢性）・糖尿病などの内分泌疾患が鑑別疾患としてあげられる。
状況について、何歳でどのくらいの人が夜尿症かは諸説ある。一例を挙げると、5、6歳児では約20%で夜尿症がみられるが、成長とともに解消が進み、小学校低学年では約10%、小学校高学年では約5%になる。男女別では、児童・学童では男子の方が多く、年代に依っては女子の3～4倍になる事もある。ただし男子は思春期の到来に伴って陰茎が成長し尿路が長くなることや、朝立ちによる勃起で尿路が狭窄するようになることから、精通を迎える小学校高学年から中学生くらい（タナー段階における男性器の成長でII度からIII度に移行する頃）には治るケースも多く、成人では男女逆転して女性の方に夜尿が多いとされる。遺伝する傾向も指摘されている。 

## 検査
- 問診[8]

これまでの夜尿の状況、昼間の排尿の様子、食事や飲水の状況、病歴などを詳しく聞き取る。
- 尿検査[9]

尿に細菌などが混入していないか調べる。尿たんぱくの有無や尿の濃さなどで腎機能を簡易的に評価することも可能。
- 画像検査[9]

膀胱や腎臓、尿管に異常がないか調べる。
- 尿流量測定検査[9]

1回の排尿量、尿の勢い、排尿にかかる時間、残尿の有無などを調べる。
- 血液検査[9]

尿の産生に関連するホルモンの異常の有無を調べる。

## 治療法
生活指導、そしてそれでも治らない場合は日記等で生活改善の記録参考にして、治療が決定され、薬物療法やアラーム療法を受けることになる。
薬物療法
1. 抗利尿ホルモン薬（内服薬／点鼻薬）尿を濃縮してその量を減らす。
2. 抗コリン薬（内服薬／テープ薬）膀胱の緊張を取ることにより、収縮がおさえられ、尿を溜めやすくするはたらきがある。
3. 三環系抗うつ薬

アラーム療法
夜尿アラーム(en:Bedwetting alarm)による行動療法
従来は有線タイプの夜尿アラームが主に使われていたが、後に無線タイプのものが主流になりつつある。 日本では薬でコントロールされることが多いが、中止すると再発しやすく、夜尿症が本当に薬で治せるのかどうかは議論のわかれるところである。
生活指導では、まず親の心構えが重要になる。
- 以前は特に根拠もなく、「起こさず・あせらず・怒らず」の3原則が基本とされ、夜中に起こして排尿させる事は、睡眠のリズムが狂い、睡眠依存性をもつ抗利尿ホルモンの分泌量が不安定になり、治療が難しくなるとされてきた。しかしながら、夜中に起こすと抗利尿ホルモンの分泌量が不安定になることを実証した研究は存在しない。

ICCS：International Children's Continence Society（国際小児禁制学会）で、最も推奨されている治療方法は、抗利尿ホルモン製剤と夜尿アラームである。
- 病気であることが多いため、「親のしつけの問題」ととらえるのではなく、「適切な治療」を心がける[3]。
- 自分の意思とは関係無く夜尿をするため、本人に非は無い。それでも落ち込んだりコンプレックスを持ったりするため、叱ったりせず、家族でサポートすることが重要となる[3]。

具体的な指導方法は、尿の我慢のさせ方（膀胱のトレーニング）や、水分の取り方の調整がある。ただし、尿の我慢のさせ方はやり方を間違えると腎盂腎炎など尿路感染症を引き起こす恐れもあるため、注意を要する。また、人体の水分調整機能は気温によっても左右されるため、夏場のクーラーなどにも注意を要する。